# 4-HO-MiPT
4-Hydroxy-N-isopropyl-N-methyltryptamine (kurz 4-HO-MiPT) ist eine weniger bekannte psychedelische Droge aus der Familie der Tryptamine.
Es ist auch bekannt als Miprocin.
4-HO-MiPT wurde das erste Mal von Alexander Shulgin synthetisiert.

## Pharmakodynamik
4-HO-MIPT wirkt sehr wahrscheinlich wie die meisten anderen Tryptamine und klassischen Halluzinogene über den 5-HT2A-Rezeptor. Die genaue Wirkungsweise ist jedoch unbekannt.

## Wirkung
4-HO-MiPT wird meist oral eingenommen, selten auch nasal. Die halluzinogene Wirkung ähnelt der von Psilocin. Wie bei allen Halluzinogenen besteht jedoch die Gefahr der Auslösung einer latenten Psychose oder die Entstehung einer Drogenpsychose.

## Rechtliche Lage
4-HO-MiPT fällt nicht unter das Verbot der entsprechenden UN-Konventionen („Konvention über psychotrope Substanzen“, 1971) oder das Einheitsabkommen über die Betäubungsmittel (1961).
Ebenso ist 4-HO-MiPT nicht im Controlled Substances Act der Vereinigten Staaten geregelt.
4-HO-MiPT ist jedoch durch das Neue-psychoaktive-Stoffe-Gesetz (NpSG) geregelt, welches unter anderem alle von 2-(Indol-3-yl)ethylamin (Tryptamin) abgeleiteten Verbindungen verbietet. 
In Schweden gilt 4-HO-MiPT (zusammen mit 4-AcO-DET, 4-HO-DET, 4-AcO-MiPT und bk-MDMA) seit dem 1. November 2005 als gesundheitsgefährdender Stoff, der keine medizinischen Zwecke erlaubt.